# Xiaitermes
Xiaitermes es un género de termitas  perteneciente a la familia Termitidae que tiene las siguientes especies:

## Especies
1. Xiaitermes tiantaiensis
2. Xiaitermes yinxianensis